# Русалско
Русалско (болг. Русалско) — село в Болгарии. Находится в Кырджалийской области, входит в общину Ардино. Население составляет 58 человек.

## Политическая ситуация
В местном кметстве Русалско, в состав которого входит Русалско, должность кмета (старосты) исполняет Исмет Исмаил Мустафа (Движение за права и свободы (ДПС)) по результатам выборов.
Кмет (мэр) общины Ардино — Ресми Мехмед Мурад (Движение за права и свободы (ДПС)) по результатам выборов в правление общины.